# Lyon villamosvonal-hálózata
Lyon villamosvonal-hálózata (francia nyelven: Tramway de Lyon) jelenleg hat vonalból és 107 állomásból áll, a hálózat teljes hossza 66,4 km. 2015-ben 85,6 millió utas használta.
A forgalom 1879 október 11-én indult meg, akkor még 1000 mm-es nyomtávolságon. Egészen 1957-ig üzemelt. Negyvenhárom évnyi szünet után a villamosközlekedés, immáron megújult, modern formában 2001. január 2-án indult meg ismét.

## Története
Az első gőzzel hajtott villamosvonal, a 12-es 1888-ban kötötte össze Lyont és Vénissieux-t. A hálózatot 1893 és 1899 között villamosították. A külvárosok felé 1914-ig épültek hosszabbítások. Ez volt a hálózat fénykora - magas színvonalú szolgáltatás, alacsony ár, nagy gyakoriság és nagy nyereség a részvényesek számára. Az első és a második világháború közötti infláció veszteségessé tette a hálózatot. Az 1930-as évektől kezdve a villamosokat fokozatosan trolibuszokkal, majd később autóbuszokkal váltották fel. Az 1940-es években tervezett korszerűsítési tervet, amely a városközpontban földalatti szakaszokat is tartalmazott volna, gyorsan elvetették. Az utolsó városi villamos 1956 januárjában közlekedett a 4-es vonalon, az utolsó elővárosi villamos, a Neuville-sur-Saône-i "Train bleu" pedig 1957 júniusában állt le.

## Képek

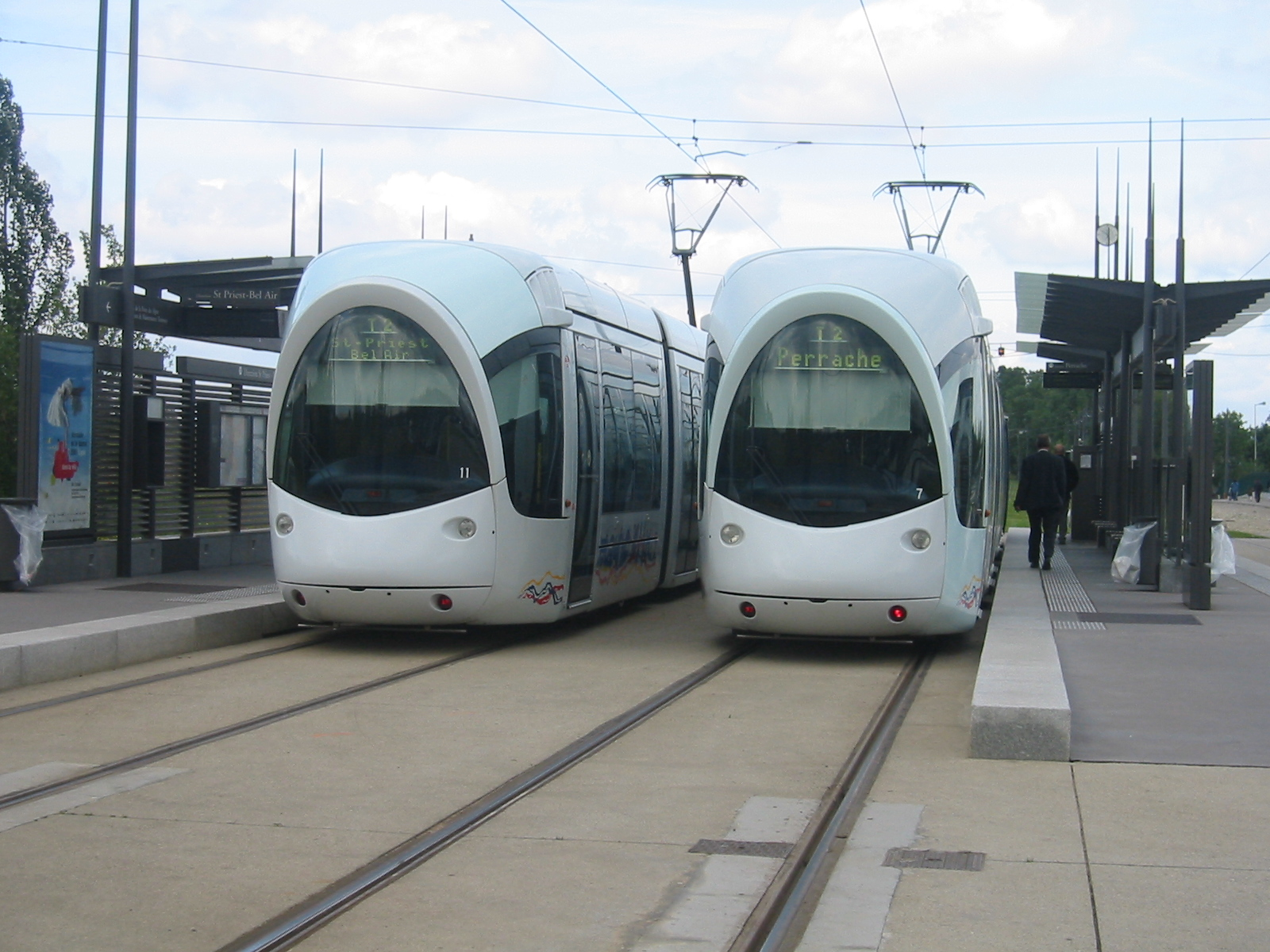
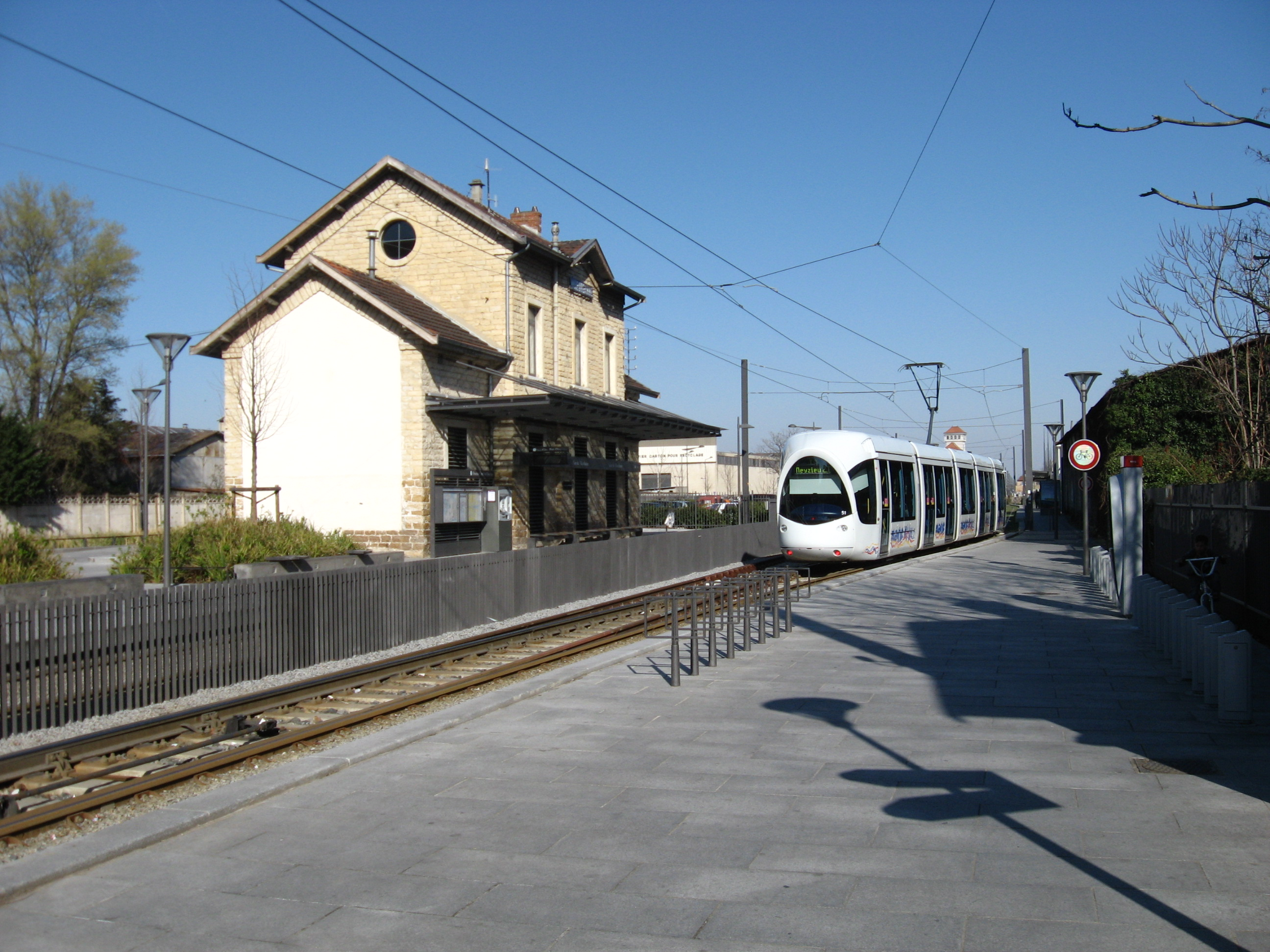
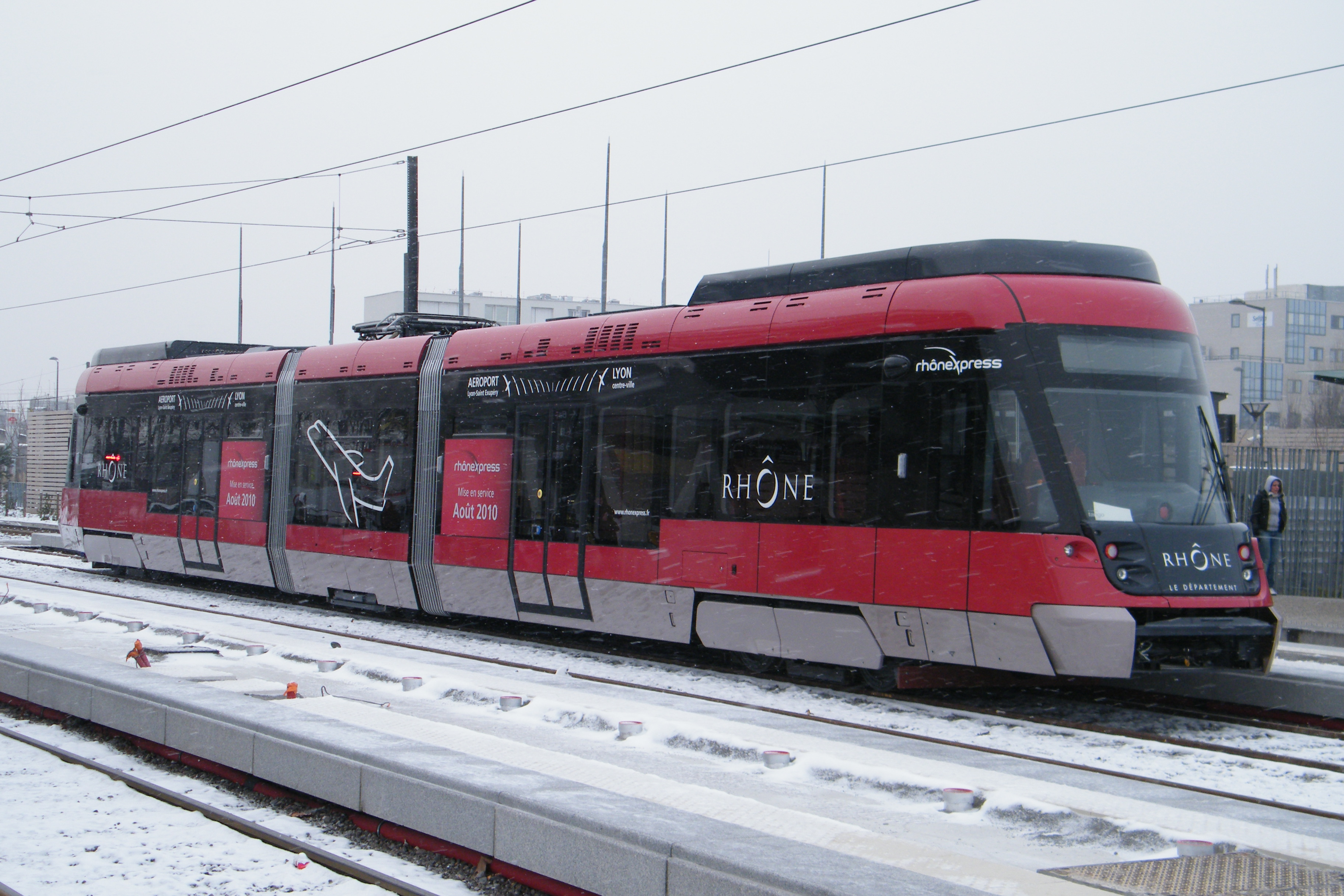
A Rhônexpress